# 大海黄堇
大海黄堇（学名：Corydalis feddeana），为罂粟科紫堇属下的一个植物种。